# Cassano d'Adda
Cassano d'Adda is een gemeente in de Italiaanse metropolitane stad Milaan (regio Lombardije) en telt 17.397 inwoners (31-12-2004). De oppervlakte bedraagt 18,5 km², de bevolkingsdichtheid is 926 inwoners per km².
De volgende frazioni maken deel uit van de gemeente: Groppello d'Adda, Cascine San Pietro.

## Demografie
Cassano d'Adda telt ongeveer 7128 huishoudens. Het aantal inwoners steeg in de periode 1991-2001 met 2,5% volgens cijfers uit de tienjaarlijkse volkstellingen van ISTAT.
| Jaar | Inwoneraantal |
| ---- | ------------- |
| 1991 | 16.260        |
| 2001 | 16.665        |

## Geografie
De gemeente ligt op ongeveer 133 m boven zeeniveau. aan de rivier de Adda
Cassano d'Adda grenst aan de volgende gemeenten: Vaprio d'Adda, Pozzo d'Adda, Treviglio (BG), Inzago, Fara Gera d'Adda (BG), Pozzuolo Martesana, Casirate d'Adda (BG), Truccazzano, Rivolta d'Adda (CR).

## Geboren
- Gianni Motta (13 maart 1943), wielrenner

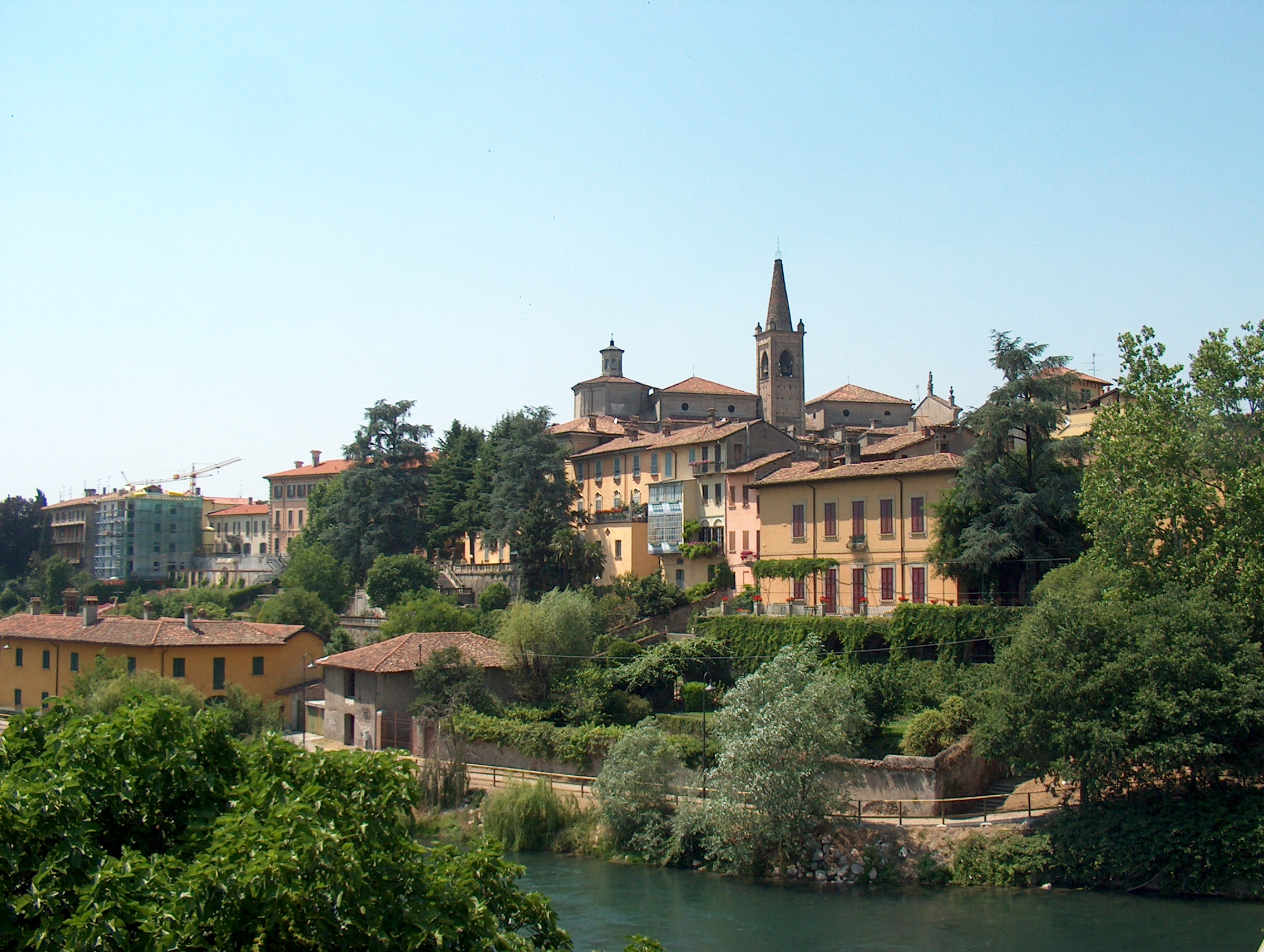
Cassano
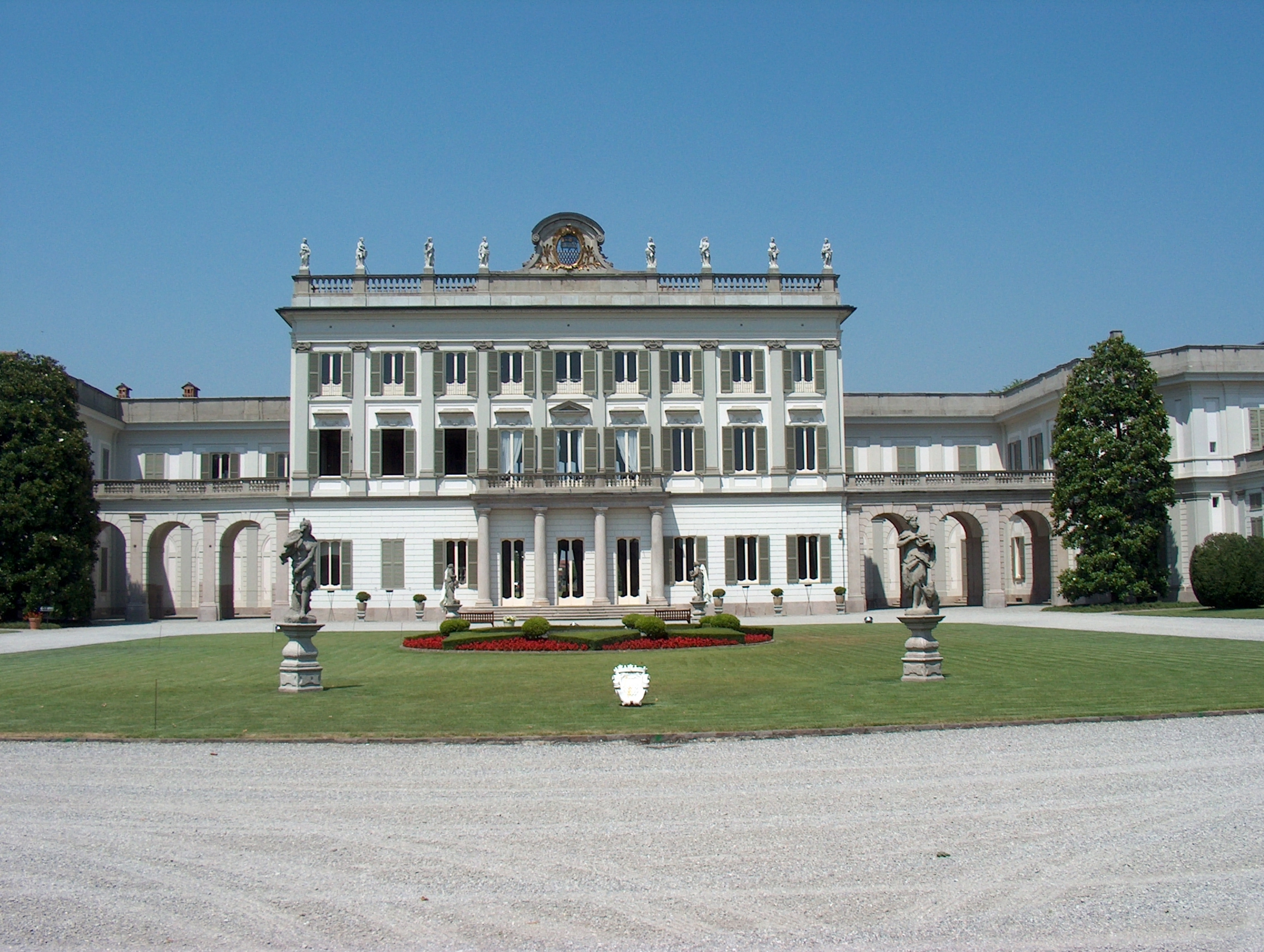
Villa Borromeo
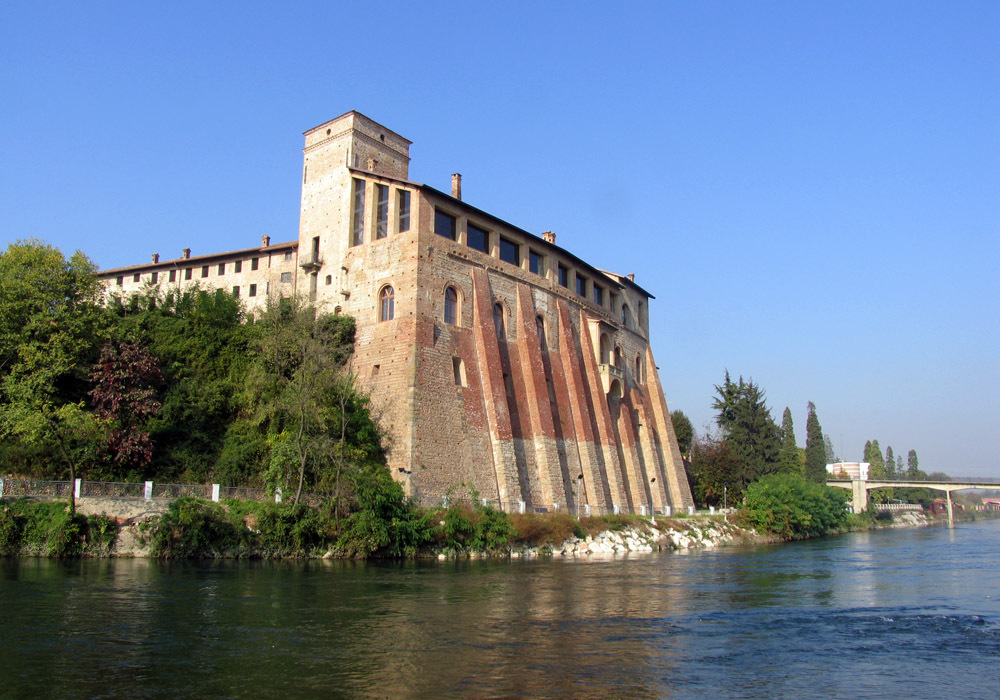
Kasteel

Abbiategrasso · Albairate · Arconate · Arese · Arluno · Assago · Baranzate · Bareggio · Basiano · Basiglio · Bellinzago Lombardo · Bernate Ticino · Besate · Binasco · Boffalora sopra Ticino · Bollate · Bresso · Bubbiano · Buccinasco · Buscate · Bussero · Busto Garolfo · Calvignasco · Cambiago · Canegrate · Carpiano · Carugate · Casarile · Casorezzo · Cassano d'Adda · Cassina de' Pecchi · Cassinetta di Lugagnano · Castano Primo · Cernusco sul Naviglio · Cerro Maggiore · Cerro al Lambro · Cesano Boscone · Cesate · Cinisello Balsamo · Cisliano · Cologno Monzese · Colturano · Corbetta · Cormano · Cornaredo · Corsico · Cuggiono · Cusago · Cusano Milanino · Dairago · Dresano · Gaggiano · Garbagnate Milanese · Gessate · Gorgonzola · Grezzago · Gudo Visconti · Inveruno · Inzago · Lacchiarella · Lainate · Lengano · Liscate · Locate di Triulzi · Magenta · Magnago · Marcallo con Casone · Masate · Mediglia · Melegnano · Melzo · Mesero · Milaan · Morimondo · Motta Visconti · Nerviano · Nosate · Novate Milanese · Noviglio · Opera · Ossona · Ozzero · Paderno Dugnano · Pantigliate · Parabiago · Paullo · Pero · Peschiera Borromeo · Pessano con Bornago · Pieve Emanuele · Pioltello · Pogliano Milanese · Pozzo d'Adda · Pozzuolo Martesana · Pregnana Milanese · Rescaldina · Rho · Robecchetto con Induno · Robecco sul Naviglio · Rodano · Rosate · Rozzano · San Colombano al Lambro · San Donato Milanese · San Giorgio su Legnano · San Giuliano Milanese · San Vittore Olona · San Zenone al Lambro · Santo Stefano Ticino · Sedriano · Segrate · Senago · Sesto San Giovanni · Settala · Settimo Milanese · Solaro · Trezzano Rosa · Trezzano sul Naviglio · Trezzo sull'Adda · Tribiano · Truccazzano · Turbigo · Vanzaghello · Vanzago · Vaprio d'Adda · Vermezzo · Vernate · Vignate · Villa Cortese · Vimodrone · Vittuone · Vizzolo Predabissi · Zelo Surrigone · Zibido San Giacomo
1. ↑  https://demo.istat.it/?l=it.